# Magliophis exiguus
Magliophis exiguus (віргінський малий полоз) — вид змій родини полозових (Colubridae). Мешкає на Пуерто-Рико та на Віргінських островах.

## Підвиди
Виділяють два підвиди:
- Magliophis exiguus exiguus (Cope, 1863) — Віргінські острови;
- Magliophis exiguus subspadix Schwartz, 1967 — Пуерто-Рико.

## Поширення і екологія
Віргінські малі полози мешкають на південному узбережжі Пуерто-Рико та на Британських і Американських Віргінських островах. Вони живуть в сухих тропічних лісах, на плантаціях і в садах, на висоті до 400 м над рівнем моря над рівнем моря. Живляться ящірками, зокрема анолісами Anolis cristatellus, зміями, жабами і жаб'ячою ікрою. Відкладають яйця.